# Johann Christian Krüger (Schriftsteller)
Johann Christian Krüger (* 14. November 1723 in Berlin; † 23. August 1750 in Hamburg) war ein deutscher Schriftsteller, Schauspieler und Dramatiker.

## Leben
Er war der Sohn eines Schuhmachers, studierte in Halle und Wittenberg Theologie und wurde 1742 Schauspieler in der Schönemannschen Truppe. Für diese schrieb er auch Stücke und fertigte Übersetzungen aus dem Französischen an. Gotthold Ephraim Lessing behandelt ihn im 83. Stück seiner Hamburgischen Dramaturgie. Eine Sammlung seiner Werke erschien 1763.

## Werke
- Die Geistlichen auf dem Lande. Frankfurt am Main/Leipzig 1743. (Digitalisat)
- Verbesserungen und Zusätze des Lustspieles Die Geistlichen auf dem Lande in zweien Handlungen samt dessen Nachspiel. Frankfurt/Leipzig 1744. (Digitalisat)
- Der blinde Ehemann. Ein Lustspiel in drey Aufzügen. Wien 1769. (Digitalisat)
- Die candidaten oder die Mittel zu einem Amt zu gelangen. Ein lustspiel in fünf Handlungen. Braunschweig 1747. (Digitalisat)
- Der verehelichte Philosoph.[1]
- Der Teufel ein Bärenhäuter. Ein Schauspiel in einer Handlung in Versen. Braunschweig 1748.
- Herzog Michel. Ein Lustspiel in einer Handlung in Versen. 1763. (Digitalisat)
- Die übelgerathene Verkleidung, oder der geprügelte Teufel. Ein Lustspiel in Versen von zwey Aufzügen mit Liedern vermischt. Krauß, Wien 1765. (Digitalisat)

### Gesamtausgaben
- Johann Christian Krügers Poetische und Theatralische Schriften. Herausgegeben von Johann Friedrich Löwen. Weidmann und Reich, Leipzig 1763. (Digitalisat)
- Johann Christian Krüger: Werke. Kritische Gesamtausgabe, herausgegeben von David G. John. Niemeyer, Tübingen 1986, ISBN 3-484-28037-9